# Chad Hugo
Charles Edward "Chad" Hugo (Portsmouth, Virgínia 24 de fevereiro de 1974) é um músico e produtor musical estadunidense. Ele é mais conhecido pelo seu trabalho de produção musical e escrita no duo The Neptunes e como membro da N.E.R.D.. Ele é um saxofonista, pianista e guitarrista. Junto com seu parceiro de produção Pharrell Williams, ele tem produzido inúmeras faixas de sucesso.

## Biografia
Hugo nasceu em South Hampton Roads cidade de Portsmouth, Virgínia, filho de pais filipinos. Ele cresceu em Virginia Beach, seu pai era um oficial aposentado da Marinha dos Estados Unidos, enquanto sua mãe era uma técnica de laboratório. Pharrell Williams e Chad Hugo se reuniram com a idade de 12 em um acampamento de verão para os músicos, que ambos não gostavam. Os dois começaram a trabalhar juntos, misturando batidas e tocando em várias bandas ao vivo. Em 1992, enquanto os dois estavam participando de diferentes escolas de ensino médio em Virginia Beach (Hugo em Kempsville High School), Williams foi pago para escrever um verso para o single de 1992 "Rump Shaker", de Wreckx-n-Effect.
Hugo tem dois filhos (nascidos em 1998 e 2000)

## Carreira
Após vários anos de produções ocasionais para os artistas muitas vezes associados com o fundador  Teddy Riley, como BLACKstreet e SWV, eles marcaram atribuições de composição e produção com artistas como NORE e Mystikal, que se tornaram hits, o que lhes permitiu produzir um som distinto para megastars como Jay-Z. Hugo assinou um contrato de edição de música global com a BMG.
Em agosto de 2002, The Neptunes foram nomeados Produtores do ano em ambos os The Source Awards e Billboard Music Awards. O álbum  The Neptunes Presents ... Clones  foi então lançado, estreando em número um em agosto de 2003.
Hugo foi descrito por  The Source Magazine como " Sr. Spock" para Williams "Capitão Kirk", uma analogia que não se coaduna com Hugo, como ele não se vê como "tenso" como "Sr. Spock". No entanto, ele diz Williams geralmente proporciona a batida (como o baterista do duo) e na maioria das melodias para as produções Neptunes, ao passo que o seu papel se encontra mais em como um 'one man band' e sequenciador. Apesar disso, ele afirma que seus papéis são flexíveis e fazer intercâmbio, e tem demonstrado sua capacidade de distância da banda companheiro de Williams, na produção do álbum de 2003 de Kenna, New Sacred Cow.